# 大珠院 (葛飾区)
大珠院（だいしゅいん）は、東京都葛飾区にある真言宗豊山派の寺院。

## 歴史
1626年（寛永3年）に大珠院の前身となる亮心庵を中興開山した円心宥實を開山祖とし、江戸時代、真言律宗の関東における本山であった湯島霊雲寺の末寺として創建された。
開山当初の山号と院号は高照山大珠院であった。
八大将軍徳川吉宗公の次男である御三卿田安家初代当主徳川宗武が側室登屋女のために建てたという宝篋印塔が境内にある。
鎌倉新田一帯には徳川宗武卿の領地があり、その為、頻繁に鷹狩りに訪れた。その際に休憩したのが大珠院の前身となる亮心庵である。
その後、良心庵の檀信徒であり、この地の豪農であった田邊家の娘、登屋女が徳川宗武卿の側室となった。
しかし宗武卿と登屋女の間に子宝は恵まれなかったらしく、宝鏡印塔の建立年や願文から鑑みると徳川宗武卿の在命時に隠居したと考えられる。
「葛飾区寺院調査報告 下」には徳川宗武卿の隠居寺や菩提寺という記述があるが、それは誤りで宗武卿の側室である登屋女の隠居寺である。
徳川家の菩提寺は上野寛永寺と芝の増上寺であり「葛飾区寺院調査報告 下」の記述はその常識を踏まえていない信用性が低い資料である。
明治維新時の廃仏毀釈で一時廃寺化したが、その後再建されている。
昭和の再建の際に真言宗豊山派の寺院となった。その際に登屋女の子孫筋であり代々、大珠院檀家総代を勤めた当時の田邊家当主田邊政之助氏が近くの鎌倉八幡神社の講元を勤めていた事から山号を八幡山と改めた。
しかし鎌倉八幡神社は江戸時代までは新義真言宗（現在は真言宗豊山派）浄光院が別当寺を勤めており、本来、大珠院との関係性は薄かった。

## 交通アクセス
- 京成小岩駅より徒歩7分（経路案内）。